# 부여 FC
부여 FC(Buyeo Football Club)는 대한민국 충청남도 부여군에 있었던 축구 선수단이다. 부여군스포츠클럽이 운영했던 아마추어 축구단이며, 2016년에 창단되고 2018년에 해단되었다. 2016년 시즌부터 K3리그에 참가하고 있었다. 2016년 시즌에 16위를 기록함에 따라 K3리그 베이직으로 강등되었다. 2019년 시즌을 앞두고 K3리그에 참여하지 않는다고 발표했다.